# Algeciras CF
Az Algeciras CF, teljes nevén Algeciras Club de Fútbol egy spanyol labdarúgócsapat. A klubot 1912-ben alapították, jelenleg a negyedosztályban szerepel. Székhelye Algeciras városa.

## Statisztika
| Szezon  | Osztály | Poz. | Copa del Rey |
| ------- | ------- | ---- | ------------ |
| 1943/44 | 3ª      | 7.   |              |
| 1944/45 | 3ª      | 8.   |              |
| 1945/46 | 3ª      | 10.  |              |
| 1946/47 | 3ª      | 6.   |              |
| 1947/48 | 3ª      | 9.   |              |
| 1948/49 | 3ª      | 7.   |              |
| 1949/50 | 3ª      | 10.  |              |
| 1950/51 | 3ª      | 15.  |              |
| 1951/52 | 3ª      | 8.   |              |
| 1952/53 | 3ª      | 4.   |              |
| 1953/54 | 3ª      | 8.   |              |
| 1954/55 | 3ª      | 2.   |              |
| 1955/56 | 3ª      | 1.   |              |
| 1956/57 | 2ª      | 18.  |              |
| 1957/58 | 3ª      | 6.   |              |

| Szezon  | Osztály | Poz. | Copa del Rey |
| ------- | ------- | ---- | ------------ |
| 1958/59 | 3ª      | 3.   |              |
| 1959/60 | 3ª      | 2.   |              |
| 1960/61 | 3ª      | 4.   |              |
| 1961/62 | 3ª      | 1.   |              |
| 1962/63 | 3ª      | 2.   |              |
| 1963/64 | 2ª      | 8.   |              |
| 1964/65 | 2ª      | 10.  |              |
| 1965/66 | 2ª      | 3.   |              |
| 1966/67 | 2ª      | 15.  |              |
| 1967/68 | 3ª      | 3.   |              |
| 1968/69 | 3ª      | 9.   |              |
| 1969/70 | 3ª      | 14.  |              |
| 1974/75 | 3ª      | 11.  |              |
| 1975/76 | 3ª      | 5.   |              |
| 1976/77 | 3ª      | 7.   |              |

| Szezon  | Osztály    | Poz. | Copa del Rey |
| ------- | ---------- | ---- | ------------ |
| 1977/78 | 2ªB        | 2.   |              |
| 1978/79 | 2ª         | 16.  |              |
| 1979/80 | 2ª         | 20.  |              |
| 1980/81 | 2ªB        | 4.   |              |
| 1981/82 | 2ªB        | 6.   |              |
| 1982/83 | 2ªB        | 2.   |              |
| 1983/84 | 2ª         | 18.  |              |
| 1984/85 | 2ªB        | 3.   |              |
| 1985/86 | 2ªB        | 19.  |              |
| 1986/87 | Regionális | –    |              |
| 1987/88 | 3ª         | 1.   |              |
| 1988/89 | 2ªB        | 18.  |              |
| 1989/90 | 3ª         | 4.   |              |
| 1990/91 | 3ª         | 7.   |              |
| 1991/92 | 3ª         | 4.   |              |
| 1992/93 | 3ª         | 17.  |              |
| 1993/94 | Regionális | –    |              |

| Szezon  | Osztály    | Poz. | Copa del Rey |
| ------- | ---------- | ---- | ------------ |
| 1994/95 | Regionális | –    |              |
| 1995/96 | 3ª         | 14.  |              |
| 1996/97 | 3ª         | 3.   |              |
| 1997/98 | 3ª         | 4.   |              |
| 1998/99 | 2ªB        | 16.  |              |
| 1999/00 | 3ª         | 1.   |              |
| 2000/01 | 2ªB        | 16.  |              |
| 2001/02 | 2ªB        | 13.  |              |
| 2002/03 | 2ªB        | 1.   |              |
| 2003/04 | 2ª         | 22.  |              |
| 2004/05 | 2ªB        | 6.   |              |
| 2005/06 | 2ªB        | 19.  |              |
| 2006/07 | 3ª         | 1.   |              |
| 2007/08 | 2ªB        | 20.  |              |
| 2008/09 | Regionális | 1.   |              |
| 2009/10 | 3ª         | 15.  |              |
| 2010/11 | 3ª         | —    |              |

## Ismertebb játékosok
| - Cristian Zárate - Luis Tonelotto - Julio Capretta - Juan Vojvoda - Mariano Armentano - Américo Brizzola - Daniel Murúa - Raúl Castronovo - Hugo Vaca - Devanir King - Vinny Samways - José Luis Rondo - Rubén Epitié | - Idrissa Keita - Jerónimo Villalba - Limamou Mbengue - David Bermudo - Enrique - Juan López Hita - Egoitz Jaio - Manuel Olivares - Fernando Esparza - Luis Tevenet - Julio Iglesias - Jesús Sánchez - José Carlos Trasante |